# Karangtowo
Karangtowo is een bestuurslaag in het regentschap Demak van de provincie Midden-Java, Indonesië. Karangtowo telt 2760 inwoners (volkstelling 2010).